# Reprodutibilidade da evolução
Reprodutibilidade da evolução é a propriedade da evolução das espécies de poder ser reproduzida. A reprodutibilidade é uma das condições com que o filósofo Karl Popper discerne o caráter científico de um estudo ou teoria. Essa condição origina-se no princípio de que não se pode tirar conclusões senão de um evento bem descrito, que aconteceu várias vezes, provocado ou registrado por pessoas distintas. Essa condição permite se livrar de erros de julgamento ou de manipulações por parte dos cientistas. Criacionistas e críticos da teoria evolutiva, por vezes, aﬁrmam que a evolução não pode ser reproduzida, e consequentemente, não se trata de uma ciência. As dimensões minúsculas da reprodutibilidade da evolução tem perturbado pensadores evolucionistas como Gould ao longo dos anos[.

A evolução é reproduzível no entanto, Richard Lenski aborda que:
"A evolução é notavelmente reproduzível, mas à medida que se afasta do desempenho, do tamanho da célula ou dos genes, as coisas são cada vez menos reproduzíveis." 
De acordo com Gregory Lang (2014), a reprodutibilidade e a previsibilidade da evolução podem ser quantificadas através da medição do grau de paralelismo tanto nas respostas fenotípicas quanto nas genéticas à seleção em muitas linhas replicadas. As condições experimentais podem ser controladas com precisão: o tamanho das populações e as taxas de mutação podem ser ajustadas em várias ordens de grandeza e, em muitos sistemas, as populações podem ser preservadas, criando um "registro fóssil congelado". Muitos laboratórios estão agora alavancando essas ferramentas para estudar as bases moleculares da adaptação e a reprodutibilidade dos resultados evolutivos em uma variedade de sistemas de modelos. Francisco J. Ayala (2014) a reprodutibilidade dos resultados evolutivos pode ser estudada em populações microbianas que são fundadas pelo mesmo ancestral e colocadas em ambientes idênticos.

## Ocorrências da evolução reproduzida cientificamente
1. Pesquisadores da Universidade do Texas, descobriram que as mutações subjacentes às adaptações de alta temperatura em um determinado bacteriófago são surpreendentemente reproduzíveis, até as mudanças específicas na sequência de DNA[10]. Agora, os mesmos estão tentando identificar os fatores que favorecem esse tipo de previsibilidade: "É incrível ver as mudanças varrerem uma população de uma forma que sabíamos que aconteceu, mas nunca tinha visto antes." abordam esses pesquisadores[2][10].
2. Um tipo de evolução ocorre por especiação simpátrica que envolve o cruzamento entre duas espécies aparentadas, produzindo uma nova espécie híbrida. Esse tipo de especiação não é comum em animais, já que os híbridos do cruzamento animal comumente são estéreis[11]. Um exemplo desse tipo de especiação ocorreu quando a espécie Arabidopsis thaliana hibridizou com a Arabidopsis arenosa para formar a nova espécie chamada Arabidopsis suecica. Isso ocorreu há cerca de 20.000 anos atrás[11] e esse processo de especiação foi - reproduzido em laboratório - permitindo estudar os mecanismos genéticos envolvidos nesse tipo de evolução[12].
3. A partir da descoberta de bactérias que podem produzir novas enzimas que lhes permitam se alimentar de subprodutos de fabricação de nylon que não existiam antes da invenção do nylon na década de 1930, novas descobertas sobre a evolução da Nylonase foram feitas. De acordo com Ken Miller os cientistas foram capazes de reproduzir este acontecimento no laboratório com outra estirpe de bactérias, é um dos vários casos que mostram que a evolução pode ser observada como ocorre[13].